# Кім Сан Сік
Кім Сан Сік (кор. 김상식, нар. 17 грудня 1976, Хенам, Південна Корея) — колишній південнокорейський футболіст, що грав на позиції півзахисника.
Виступа за клуби «Соннам Ільхва Чхонма», «Санджу Санму» та «Чонбук Хьонде Моторс», а також національну збірну Південної Кореї.

## Клубна кар'єра
Займався футболом в Університеті Тегу.
У дорослому футболі дебютував 1999 року виступами за команду клубу «Соннам Ільхва Чхонма», в якій з перервами грав до 2008 року, взявши участь у 195 матчах чемпіонату. Більшість часу, проведеного у складі «Соннам Ільхва Чхонма», був основним гравцем команди і виграв з командою три чемпіонати Південної Кореї, а також по одному національному Кубку, кубку ліги та Суперкубку Кореї. Крім того протягом сезонів 2003—2004 років захищав на правах оренди кольори команди клубу «Санджу Санму».
2009 року перейшов до клубу «Чонбук Хьонде Моторс», за який відіграв 5 сезонів. Тренерським штабом нового клубу також розглядався як гравець «основи» і 2009 та 2011 року виграв свої останні у кар'єрі титули чемпіона Південної Кореї. Завершив професійну кар'єру футболіста виступами за команду «Чонбук Хьонде Моторс» у 2013 році.

## Виступи за збірну
2000 року дебютував в офіційних матчах у складі національної збірної Південної Кореї. 
У складі збірної був учасником двох Кубків Азії, 2000 року у Лівані та 2007 року у чотирьох країнах відразу, на кожному з яких команда здобула бронзові нагороди. Крім того Кім разом зі збірною був учасником розіграшу Золотого кубка КОНКАКАФ 2002 року у США та чемпіонату світу 2006 року у Німеччині.
Протягом кар'єри у національній команді, яка тривала 13 років, провів у формі головної команди країни 59 матчів, забивши 1 гол.

## Досягнення
- Чемпіон Республіки Корея: 2001, 2002, 2006, 2009,2011
- Володар Кубка Південної Кореї: 1999
- Володар Кубка Корейської ліги: 2002
- Володар Суперкубка Південної Кореї: 2002
- Бронзовий призер Кубка Азії: 2000, 2007